# Sotigui Kouyaté
Sotigui Kouyaté (ur. 19 lipca 1936 w Bamako, zm. 17 kwietnia 2010 w Paryżu) – burkiński aktor filmowy i teatralny, wywodzący się z grupy etnicznej Mandinka. 
Laureat Srebrnego Niedźwiedzia dla najlepszego aktora na 59. MFF w Berlinie za rolę w filmie London River (2009) Rachida Bouchareba. Wystąpił również w takich filmach, jak m.in.: Pod osłoną nieba (1990) Bernarda Bertolucciego, Mały Senegal (2000) Rachida Bouchareba, Prawdziwe oblicze Charliego (2002) Jonathana Demme czy Niewidoczni (2002) Stephena Frearsa.